# Portugal en los Juegos Paralímpicos de Seúl 1988
Portugal estuvo representado en los Juegos Paralímpicos de Seúl 1988 por un total de trece deportistas, siete hombres y seis mujeres.

## Medallistas
El equipo paralímpico portugués obtuvo las siguientes medallas:
| Nombre                                | Deporte   | Evento                 |
| ------------------------------------- | --------- | ---------------------- |
| Oro                                   |           |                        |
| Olga Pinto                            | Atletismo | Distancia C1 femenino  |
| Olga Pinto                            | Atletismo | Precisión C1 femenino  |
| Maria Melo João Alves António Marques | Bochas    | Equipo C1-C2 mixto     |
| Plata                                 |           |                        |
| Maria Albertina Cabral                | Atletismo | 200 m C7 femenino      |
| Maria Albertina Cabral                | Atletismo | 400 m C7 femenino      |
| José Rebelo                           | Atletismo | 100 m C8 masculino     |
| José Rebelo                           | Atletismo | 200 m C8 masculino     |
| António Manuel Baltazar               | Atletismo | Kick-Ball C2 masculino |
| Bronce                                |           |                        |
| Emília Costa                          | Atletismo | Precisión C1 femenino  |
| João Alves                            | Atletismo | Precisión C1 masculino |
| António Marques                       | Atletismo | Precisión C1 masculino |
| José Rebelo                           | Atletismo | 400 m C8 masculino     |
| João Alves                            | Bochas    | Individual C1 mixto    |
| Fernando Ferreira                     | Bochas    | Individual C2 mixto    |